# Cellules terroristes des attentats de 2015 et 2016 en France et en Belgique
Le texte peut changer fréquemment, n’est peut-être pas à jour et peut manquer de recul. 
Le titre et la description de l'acte concerné reposent sur la qualification juridique retenue lors de la rédaction de l'article et peuvent évoluer en même temps que celle-ci.
Les cellules terroristes impliquées dans les attentats de 2015 et 2016 en France et en Belgique forment une organisation complexe, dont les enquêtes faisant suite aux  attentats commis en France en janvier et novembre 2015 ainsi qu'en Belgique en 2016 révèlent peu à peu les contours et les intervenants. La cellule de Verviers en apparaît comme le prototype.
Cet article ne détaille pas l'attentat du 14 juillet 2016 à Nice, ni le double assassinat du 13 juin 2016 à Magnanville ni les autres tentatives d'attentats de 2016 qui ne sont pas en relations directe avec la cellule franco-belge.

## Attentats de janvier 2015 en France

### Personnes identifiées en relation avec cet attentat
Filière des Buttes-Chaumont
- Chérif et Saïd Kouachi (morts le 9 janvier 2015 en conséquence de l'assaut des forces de l'ordre)
- Amedy Coulibaly (mort le 9 janvier 2015 en conséquence de l'assaut des forces de l'ordre)
- Djamel Beghal (emprisonné en France)
- Farid Benyettou
- Peter Cherif (arrêté le 16 décembre 2018 à Djibouti)
- Boubaker El Hakim (mort fin novembre 2016 à Raqqa, en Syrie, tué par une frappe de drone américain)
- Sid Ahmed Ghlam (emprisonné en France)
- Rabah B.

## Cellule de Verviers
Les attentats déjoués à Verviers consistent en une opération des services de sécurité belges visant à démanteler une cellule djihadiste sur le point de commettre des attentats commandités par l'État islamique. Cette intervention s'est déroulée le soir du 15 janvier 2015 à Verviers. Les terroristes prévoyaient une attaque à l'encontre du quartier général de la police fédérale et du commissariat de la police locale de Molenbeek-Saint-Jean. Ceux-ci auraient dû se dérouler le lendemain du démantèlement, soit le vendredi 16 janvier 2015. Il impliquait Abdelhamid Abaaoud, chef opérationnel des attentats commis en novembre 2015 en France.

## Attentats du 13 novembre 2015 en France

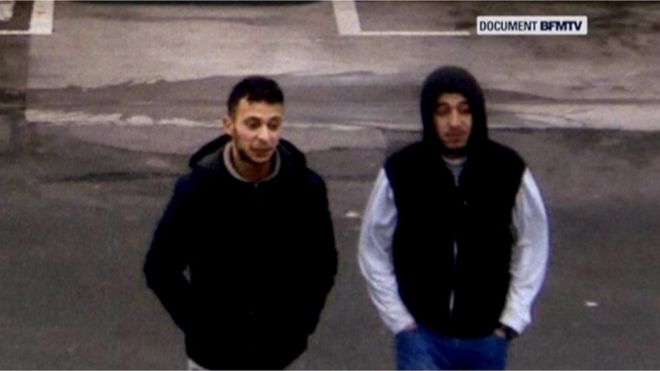
Salah Abdeslam et Hamza Attou se rendant dans une station-essence. Image d'une caméra de surveillance, quelques heures après les attentats.

Les attentats ont nécessité plusieurs semaines, voire plusieurs mois de préparation. Les auteurs proprement dits n'ont pu agir qu'avec l'aide d'un réseau de complices, lequel n'est fin 2015 que partiellement identifié par les services de police. La police établit à neuf le nombre des auteurs des attentats, répartis entre trois équipes de trois individus.
Les auteurs des tueries du 13 novembre sont a priori morts. Sept terroristes sont identifiés rapidement. Bilal Hadfi, un Français de 20 ans résidant en Belgique, est un des kamikazes du Stade de France. Brahim Abdeslam, Chakib Akrouh et Abdelhamid Abaaoud sont les trois auteurs des fusillades sur les terrasses du 11e arrondissement. Ismaël Omar Mostefaï, Samy Amimour, Foued Mohamed-Aggad sont les attaquants du Bataclan. Deux des terroristes du Stade de France sont identifiés ultérieurement.
Sur le terrain, le chef opérationnel était Abdelhamid Abaaoud. Un des commanditaires des attentats pourrait être un certain « Abou Ahmad », également impliqué dans la préparation des attentats déjoués à Verviers. Est également soupçonné le Syrien Abou Mohammed al-Adnani, qualifié au sein de Daech de « ministre des attentats »,. Plusieurs auteurs des attentats de novembre 2015 en France et début 2016 en Belgique sont issus de la cellule de Verviers fondée par Abdelhamid Abaaoud et démantelée partiellement le 15 janvier 2015.
La voix du djihadiste français Fabien Clain a été « très probablement » identifiée comme celle qui a revendiqué les attentats dans une vidéo au nom de l'État islamique. Possible commanditaire d'un attentat avorté que Sid Ahmed Ghlam est présumé avoir préparé contre une ou plusieurs églises de Villejuif en avril 2015, ce Toulousain d’origine réunionnaise dit Omar apparaît dès 2001 avec son frère cadet Jean-Michel dans les rapports de surveillance des renseignements généraux de Toulouse. En contact avec Mohammed Merah, il est appréhendé alors qu'il monte une filière vers l'Irak et il écope, en 2009, d’une peine de cinq ans de prison.
Bien qu'ayant été décrits comme « drogués » par certains témoins policiers et civils, les analyses toxicologiques menées sur les corps des neuf terroristes concluent le 5 janvier 2016 qu'aucun d'entre eux n'avait consommé de stupéfiants ou d'alcool avant l'attaque.
Le 19 janvier 2016, Dabiq, le magazine de l'État islamique, publie un montage photo mettant en scène neuf membres du commando. Il donne notamment les noms de guerre (kunya) de deux des assaillants qui n'avaient pas encore été identifiés : « Ali Al-Iraqi » et « Ukashah Al-Iraqi », tous deux Irakiens. Ces derniers seraient les deux kamikazes du stade de France, ils portaient sur eux de faux passeports pris vraisemblablement sur les cadavres de soldats syriens. Salah Abdeslam, le seul rescapé du groupe, n'est en revanche pas mentionné,. L'enquête cherche aussi à déterminer si le passage à l'action d'un quatrième commando était prévu, l'Algérien Adel Haddadi et du Pakistanais Muhammad Usman interpellés le 16 décembre 2015 en Autriche étant partis de Syrie avec deux des kamikazes du Stade de France.
Avec l'arrestation de Mohamed Abrini le 8 avril 2016, toutes les personnes recherchées publiquement pour cette affaire ont été soit arrêtées, soit sont mortes.
Le 13 décembre 2016, le Pentagone annonce la mort le 4 décembre 2016 à Raqqa de trois cadres de l'EI, dont deux seraient liés à la préparation des attentats du 13 novembre, Salah-Eddine Gourmat et Sammy Djedou — proches de Abou Mohammed al-Adnani lui-même tué en août 2016, et de Boubaker El Hakim — dont les noms n'avaient pas été rendus publics précédemment.
| Nom                                                     | Statut | Âge        | Nationalité                                  | Niveau d'implication / Délit présumé |
| ------------------------------------------------------- | --- | ---------- | -------------------------------------------- | --- |
| Commanditaires présumés                                 | |            |                                              | |
| Oussama Ahmad Atar                                      | Tué le 17 novembre 2017 | 33         | Belgo-Marocain.                              | Selon les enquêteurs belges, le commanditaire des attentats serait le Belge Oussama Ahmad Atar. Arrêté en 2004 à Ramadi en Irak avant d'être détenu trois ans dans la prison d'Abou Ghraib, il est un cousin éloigné des frères Ibrahim et Khalid El Bakraoui, morts en kamikazes à Bruxelles début 2016. Il était retourné en Belgique après sa libération en septembre 2012. Son nom apparait également dans l'enquête sur la cellule de Verviers coordonnée par Abdelhamid Abaaoud et démantelée en 2015. Fin décembre 2016, la Justice française émet un mandat d'arrêt contre lui. |
| Salah-Eddine Gourmat                                    | Tué le 4 décembre 2016 |            |                                              | Jugé pour une première tentative de départ en 2014, il est condamné à quatre ans de prison dont un ferme, mais ne se présente pas à l'énoncé du jugement profitant de sa libre comparution, puis réussit à gagner la Syrie en mars 2014. Selon les services américains, il est impliqué dans la préparation des attentats du 13 novembre |
| Sammy Djedou                                            | Tué le 4 décembre 2016 |            |                                              | Élevé dans une famille catholique en Belgique, il se convertit à l'islam à 14 ans puis se radicalise au contact d'un prédicateur local. Il rejoint les djihadistes en octobre 2012. Selon les services américains, il est impliqué dans la préparation des attentats du 13 novembre. |
| Auteurs                                                 | |            |                                              | |
| Stade de France (3) 3 tués                              | |            |                                              | |
| Bilal Hadfi                                             | Morts le 13 novembre 2015 | 20         | Français                                     | Né le 22 janvier 1995, résidant à Neder-Over-Hembeek en Belgique et étudiant avant son départ subit pour la Syrie 15 février 2015, sans aucun avertissement à sa famille. La police belge le surveillait de près et l’avait inscrit dans la « liste Syrie » de l’OCAM. |
| Ammar Ramadan Mansour Mohamad al Sabaawi                | Morts le 13 novembre 2015 | environ 25 | Irakien                                      | Un passeport syrien au nom d'Ahmad Al Mohammad, né le 10 septembre 1990 à Idleb, est retrouvé à proximité de son corps. Il se révèle rapidement être un faux, que le terroriste aurait utilisé pour bénéficier du statut de réfugié le 3 octobre 2015, date de son enregistrement dans le fichier Schengen Eurodac lors de son arrivée sur l'île grecque de Leros, avant d'être repéré quelques jours plus tard en Croatie puis en Allemagne. La presse révèle en janvier 2017 que l'Irakien connu sous la fausse identité d'Ahmad Al Mohammad (nom de guerre « Ukashah Al-Iraqi ») se nommerait Ammar Ramadan Mansour Mohamad al Sabaawi, dont la famille aurait été indemnisée pour ses actes par l'État islamique de l'équivalent de 5 000 $ et d'un troupeau de moutons. |
| « Ali Al-Iraqi »                                        | Morts le 13 novembre 2015 |            | Irakien                                      | Il a également été contrôlé le 3 octobre sur l'île grecque de Léros en se mêlant aux migrants qui fuient la guerre en Syrie. Le 22 novembre 2015, il est identifié comme étant Mohammad Al Mahmod mais à l'instar du premier terroriste il est probable que ce ne soit pas sa véritable identité. Un appel à témoin en vue de l'identifier est également lancé ce même jour. |
| Rues de Paris (3) 3 tués                                | |            |                                              | |
| Brahim Abdeslam                                         | Mort le 13 novembre 2015 | 31         | Français                                     | Né le 30 juillet 1984 vivant dans la commune bruxelloise de Molenbeek-Saint-Jean en Belgique, frère de Salah Abdeslam. Il actionne sa ceinture d'explosifs dans un café du boulevard Voltaire. |
| Chakib Akrouh                                           | Morts le 18 novembre 2015 | 25         | Belgo-Marocain                               | Né le 27 août 1990 et vivant dans la commune bruxelloise de Molenbeek-Saint-Jean en Belgique jusqu'à son départ pour la Syrie en 2013. En fuite après les attentats, sa ceinture explosive explose lors de l'assaut du RAID du 18 novembre à Saint-Denis. Identifié deux mois après les attentats, il est soupçonné de s’être rendu en Syrie à deux reprises, entre janvier 2013 et janvier 2015 et est condamné par contumace en juillet 2015 à cinq ans de prison lors du procès « Zerkani ». |
| Abdelhamid Abaaoud                                      | Morts le 18 novembre 2015 | 28         | Belgo-Marocain né à Molenbeek                | Coordinateur présumé des attentats. Le gouvernement français l'a présenté comme « un des cerveaux » des tueries du 13 novembre, impliqué dans quatre des six attentats « évités ou déjoués » en France depuis le printemps 2015. En fuite après les attentats, il est tué par Chakib Akrouh qui s'est fait sauter à l'aide d'une ceinture d'explosifs. D'après le procureur français chargé de l'enquête, lui et Chakib Akrouh projetaient « de se faire exploser le mercredi 18 ou le jeudi 19 novembre à La Défense ». |
| Théâtre du Bataclan (3) 3 tués                          | |            |                                              | |
| Ismaël Omar Mostefaï                                    | Morts le 13 novembre 2015 | 29         | Français                                     | Né le 21 novembre 1985 à Courcouronnes (Essonne) et habitant à Chartres (Eure-et-Loir). Connu des services de police, il avait été condamné à huit reprises entre 2004 et 2010 pour des délits divers. Repéré le 6 septembre 2013 en Turquie avec Samy Amimour. |
| Samy Amimour                                            | Morts le 13 novembre 2015 | 28         | Français                                     | Né le 15 octobre 1987 à Paris et originaire de Drancy (Seine-Saint-Denis). Ex-chauffeur de bus à la RATP. Il est inculpé en octobre 2012 dans un dossier de terrorisme mais parvient à rejoindre la Syrie en septembre 2013 en compagnie d'Ismaël Omar Mostefaï. Il s'y marie et a un enfant. Il est le premier terroriste du Bataclan abattu, grâce à l'intervention d'un commissaire de la BAC arrivé rapidement sur les lieux avant l'intervention de la BRI. |
| Foued Mohamed-Aggad                                     | Morts le 13 novembre 2015 | 23         | Français                                     | Né le 18 septembre 1992 et originaire de Wissembourg (Bas-Rhin). Il est parti en décembre 2013 pour la Syrie avec son frère aîné et huit autres jeunes radicalisés, qui tous rentrent en France après la mort de deux frères membres du groupe. Seul Mohamed-Aggad reste en Syrie. Il s'y marie avec une Française. |
| Complices présumés                                      | |            |                                              | |
| Enquête en France (3) 1 tuée 2 inculpés                 | |            |                                              | |
| Hasna Aït Boulahcen                                     | Morte le 18 novembre 2015 | 26         | Française                                    | Cousine d'Abdelhamid Abaaoud. Elle aurait négocié le logement de Saint-Denis. |
| Jawad Bendaoud                                          | Inculpé le 24 novembre 2015, en détention provisoire après 6 jours de garde à vue                                                                    | 29         | Franco-Marocain                              | Né le 30 août 1986 à Épinay-sur-Seine. Soupçonné d'avoir fourni le logement de Saint-Denis à deux auteurs des attentats de Paris, il est placé en détention provisoire pour association de malfaiteurs criminelle en relation avec une entreprise terroriste avant que les faits soient requalifiés en recel de malfaiteurs terroristes pour un procès tenu en janvier 2018. Admettant se douter qu'il logeait des terroristes recherchés, il était associé à Mohamed Soumah dans un trafic de crack. |
| Mohamed Soumah                                          | Inculpé le 5 décembre 2015 | 25         | non précisée                                 | Arrêté le 24 novembre et placé en garde à vue, il est mis en examen pour association de malfaiteurs en relation avec une entreprise terroriste le 5 décembre. Il est soupçonné d'avoir été un intermédiaire entre la cousine d'Abdelhamid Abaaoud, qui lui cherchait un abri de repli, et Jawad Bendaoud qu'il a rencontré en prison, présenté comme un « marchand de sommeil » de Saint-Denis,. Il est jugé en janvier 2018 pour recel de malfaiteurs terroristes. |
| Enquête en Belgique (22) 18 inculpés 3 tués 1 recherché | |            |                                              | |
| Salah Abdeslam                                          | Interpellé le 18 mars 2016, inculpé le 19 mars 2016                                                                                                  | 26         | Français né et vivant à Bruxelles            | Né le 15 septembre 1989 à Bruxelles, frère de Brahim Abdeslam a joué un important rôle dans la logistique des attentats. Il a loué en Belgique la Polo du Bataclan et une Clio, mais aussi réservé des chambres d’hôtel utilisées avant les attentats. Il a convoyé les kamikazes du Stade de France puis a pris la fuite en Belgique. Il est interpellé le 18 mars 2016 dans la commune de Molenbeek, à Bruxelles après quatre mois de cavale, et inculpé le 19 mars 2016 pour « participation à des assassinats terroristes » et « participation aux activités d'un groupe terroriste ». |
| Najim Laachraoui                                        | S'est fait exploser dans l'aéroport de Zaventem lors des attentats du 22 mars 2016 à Bruxelles                                                       | 24         | Belge                                        | Soufiane Kayal d'après sa fausse identité belge. Le 9 septembre 2015, Salah Abdeslam, est contrôlé à la frontière entre l'Autriche et la Hongrie en provenance de Budapest avec lui et Mohamed Belkaïd munis de faux papiers. Ils sont soupçonnés d'avoir coordonné les attaques depuis Bruxelles le 13 novembre. Ils transfèrent de l'argent à Hasna Aït Boulahcen le 17 novembre. Il est identifié le 21 mars 2016 comme Najim Laachraoui. Plusieurs éléments indiquent qu'il pourrait être l'artificier des attentats de Paris. Il aurait des compétences en électromécanique suffisantes pour concevoir les explosifs sur lesquels son ADN a été retrouvé et l'appartement de Schaerbeek où il a séjourné serait le lieu où ont été confectionnés les ceintures des attentats. Il a été l'un des gardiens du journaliste américain James Foley, avant sa décapitation en août 2014 et de quatre otages français. |
| Khalid El Bakraoui                                      | S'est fait exploser dans une des trois stations de métro desservant le quartier européen de Bruxelles lors des attentats du 22 mars 2016 à Bruxelles |            | Belge                                        | D'après la RTBF, il aurait participé, peut-être avec son frère également auteur d'un attentat, à l'achat des munitions de kalachnikov, dans une armurerie wallonne, à l'été 2015, trois mois avant les attentats du 13 novembre 2015. Alors qu'il est depuis mai 2015 en violation de sa liberté conditionnelle, les enquêteurs chargés du grand banditisme (trafic d'armes) auraient trouvé de la documentation islamiste et une alarme à détecteur de mouvement à son domicile le 21 octobre 2015, trois semaines avant les attentats du 13 novembre. Il aurait loué sous de fausses identités la planque d'Abaaoud en Belgique, puis la planque d'Abdeslam, en vue de cibler le championnat d'Europe de football 2016 (Stade de France le 13 novembre puis en France en juin 2016, projet avorté en raison de l'arrestation de Salah Abdeslam), toujours selon la RTBF. |
| Mohamed Abrini                                          | Interpellé le 8 avril 2016, accusé pour « terrorisme », incarcéré à la Prison de Forest                                                              | 30         | Belgo-Marocain                               | Il a été filmé deux jours avant les attaques en compagnie de Salah Abdeslam, dans une station-service de l'Oise, sur l'autoroute A1 en direction de Paris. Mohamed Abrini était au volant de la Renault Clio retrouvée à Paris après les attentats. |
| Osama Krayem                                            | Inculpé le 19 avril 2016 | 23         | Suédois d'origine syrienne                   | Arrêté le 8 avril 2016 en compagnie de Mohamed Abrini et déjà inculpé pour les attentats du 22 mars 2016 commis à Bruxelles, son ADN a été retrouvé dans plusieurs planques utilisées par les terroristes des attentats de Paris notamment dans un atelier de confection de ceintures explosives. |
| Mohammed Amri                                           | Interpellé le 14 novembre, inculpé le 16 novembre 2015                                                                                               | 27         | Français - habite Molenbeek depuis trois ans | Conducteur et propriétaire de la voiture Volkswagen Golf ayant servi à exfiltrer Salah Abdeslam vers Bruxelles au lendemain des attaques. |
| Hamza Attou                                             | Interpellé le 14 novembre, inculpé le 16 novembre 2015                                                                                               | 21         | Belge                                        | Passager de la voiture Volkswagen Golf ayant servi à exfiltrer Salah Abdeslam vers Bruxelles au lendemain des attaques. |
| Lazez Abraimi                                           | Interpellé le 19 novembre, inculpé le vendredi 20 novembre                                                                                           | 39         | Marocain                                     | Il est soupçonné d'avoir aidé Salah Abdeslam dans sa fuite. Deux armes de poing ont été découvertes dans son véhicule ainsi que des traces de sang. |
| Ali Oulkadi                                             | Interpellé le 22 novembre, inculpé le 23 novembre | 31         | Français vivant en Belgique                  | Il a conduit Salah Abdeslam le lendemain des attentats depuis la station de métro Bockstael à Laeken jusqu’à Schaerbeek. |
| Abdeilah Chouaa                                         | Interpellé le 23 novembre, inculpé le 24 novembre | 35         | Belge                                        | Il est suspecté de « participation aux activités d'un groupe terroriste et d'assassinats terroristes ». Il a accompagné Mohamed Abrini à l'aéroport en juin 2015 lorsqu'il part officiellement en vacances en Turquie, d'où il s'est rendu en Syrie. C'est aussi lui qui a été le rechercher trois semaines plus tard cette fois à Paris, alors que Mohamed Abrini a transité par le Royaume-Uni, où Abaaoud a des relais, notamment à Birmingham. |
| Mohamed Bakkali                                         | Interpellé le 26 novembre 2015, inculpé le 27 novembre 2015.                                                                                         | 28         | Belge                                        | Inculpé d'« attentat terroriste et de participation aux activités d'un groupe terroriste », il aurait notamment loué plusieurs « logements conspiratifs » sous de fausses identités et qui ont été utilisés notamment comme ateliers de confection d'explosifs. |
| Samir Zarioh                                            | Interpellé le 29 novembre 2015, inculpé le 3 décembre                                                                                                | 20         | Français                                     | Son parcours présente des similitudes avec celui de Bilal Hadfi (qui s'est fait exploser près du Stade de France), ami d'école dont il était proche. Il est également connu pour avoir tenté, à deux reprises, de rejoindre la Syrie. L'individu, qui venait de terminer ses études de secondaire, a été arrêté au Maroc. Il figurait déjà sur une liste établie par l'OCAM de présumés radicalisés. C'est également via les écoutes téléphoniques que la police a pu remonter jusqu'à lui. Il est interpellé le 29 novembre à l'aéroport de Bruxelles-Zaventem au moment où il embarquait à destination du Maroc. Il est libéré le 11 février 2016. |
| Bilal Pierre Ndjeka                                     | Interpellé le 29 novembre, inculpé le 3 décembre | 28         | Belge                                        | Proche de Bilal Hadfi qui s'est fait sauter près du stade de France, il est d'origine congolaise et a pris le nom de Bilal après sa conversion à l'islam. Il est un bon joueur de mini-foot, au AS 1030 Schaerbeek. Il a été identifié via les écoutes téléphoniques. Il est libéré le 31 décembre 2015. |
| Abdoullah Courkzine                                     | Interpellé et inculpé le 22 décembre 2015 | 30         | Belge                                        | Il est suspecté d'avoir eu des contacts avec Hasna Aït Boulahcen après les attentats et avant l'assaut qui a été donné à Saint-Denis le 18 novembre 2015 au cours duquel celle-ci est décédée. Inculpé pour « assassinats terroristes et participation aux activités d'un groupe terroriste ». |
| Ayoub Bazarouj                                          | Interpellé et inculpé le 30 décembre 2015 | 22         | Belge                                        | Proche de Salah Abdeslam, il est arrêté à Molenbeek-Saint-Jean. De nombreux membres de sa famille se sont radicalisés ou se sont rendus en Syrie. Il est inculpé pour « assassinats terroristes et participation aux activités d'un groupe terroriste ». Il pratiquait la boxe au Brussels Boxing Academy avec Ahmed Dahmani. Libéré le 24 janvier 2016, il reste néanmoins inculpé pour « participation à une organisation terroriste », le chef d'accusation de « participation aux attentats de Paris », figurant dans son inculpation initiale ayant été retiré. |
| Zakaria Jaffal                                          | Interpellé le 20 janvier 2016 puis inculpé deux jours après                                                                                          | 30         | Belge                                        | Arrêté sur la chaussée de Gand dans la commune de Molenbeek-Saint-Jean, il serait un proche d'Abdelhamid Abaaoud, organisateur présumé des attentats de Paris. Inculpé pour « assassinats terroristes et participation aux activités d'un groupe terroriste ». |
| Mohamed Belkaïd                                         | Mort le 15 mars 2016 | 35         | Algérien                                     | Connu sous la fausse identité belge de Samir Bouzid et en séjour illégal en Belgique, il est considéré comme un des principaux coordinateurs des attentats. Le 9 septembre 2015, Salah Abdeslam, est contrôlé à la frontière entre l'Autriche et la Hongrie en provenance de Budapest avec lui et Najim Laachraoui munis de faux papiers. Ils sont soupçonnés d'avoir coordonné les attaques depuis Bruxelles le 13 novembre. Ils transfèrent de l'argent à Hasna Aït Boulahcen le 17 novembre. En fuite après les attentats. Il est abattu à la suite d'une perquisition effectuée à Forest, qui dégénère en fusillade. |
| Sofiane Ayari                                           | Interpellé le 18 mars 2016 au moment de l'interpellation de Salah Abdeslam, il est inculpé le lendemain                                              |            | Tunisien                                     | En possession d'un faux passeport syrien au nom de Monir Ahmed Alaaj ainsi que d'une fausse carte d'identité belge au nom de Amine Choukri, il est inculpé pour « assassinats terroristes et participation aux activités d'un groupe terroriste ». Après être arrivé en Europe sur l'île grecque de Léros le 20 septembre 2015, ce dernier a été contrôlé le 3 octobre suivant en Allemagne aux côtés de Salah Abdeslam. Ses empreintes sonr relevées dans un des « logements conspiratifs » des terroristes. Son ADN et ses empreintes ayant été retrouvés dans la plupart des planques utilisées pour préparer les attentats du 13 novembre, la Justice française émet un mandat d'arrêt fin décembre 2016. |
| Abid Aberkan                                            | Interpellé le 18 mars 2016, inculpé le lendemain |            | Non précisée                                 | En 2014, lui et Mohamed Abrini sont condamnés à 130 heures de travaux d'intérêt général pour un vol dans une taverne de Bruxelles. Radicalisé en quelques mois, il fréquente le bar des Béguines. Il porte le cercueil de Brahim Abdeslam, dont il était très proche, au cimetière multiconfessionnel d'Evere. En appelant peu après Salah Abdeslam après qu'il a fui de sa planque du 60 rue du Dries, à Forest, il propose de l'héberger dans la cave de l'appartement de sa mère handicapée Djemila M. au 79, rue des Quatre-Vents. Il est arrêté peu après à Jette. Il est inculpé pour « participation aux activités d'un groupe terroriste et recel de criminels ». Son épouse Sihane A. est remise en liberté sans inculpation. |
| Djemila M.                                              | Interpellée le 18 mars 2016, inculpée le lendemain                                                                                                   |            | Non précisée                                 | Mère d'Abid Aberkan, elle est inculpée pour recel de criminels. Son état de santé étant très dégradé, elle n'est pas incarcérée sous réserve de ne pas parler à la presse. |
| Djamal Eddine Ouali                                     | Interpellé en Italie le 26 mars 2016, extradé vers la Belgique en avril 2016                                                                         | 40         | Algérien                                     | Appréhendé lors d'un raid antiterroriste à Bellizzi, une ville dans la province de Salerne au sud de l'Italie, il est suspecté d'avoir fourni des faux papiers utilisés par trois des terroristes impliqués dans les attentats de Paris et Bruxelles,. |
| Naïm Al Hamed                                           | Recherché | 28         | Syrien                                       | Serait impliqué aussi bien dans les attentats de Paris au mois de novembre que dans ceux de Bruxelles. Rôle non précisé. Son ADN a été découvert quelques heures après les attentats dans l'appartement de la rue Max-Roos, dans le quartier de Schaerbeek, où séjournaient les trois assaillants qui ont attaqué l’aéroport de Bruxelles, |
| Allemagne (2) 2 interpellés                             | |            |                                              | |
| Sascha W.                                               | Arrêté le 24 novembre 2015 | 34         | Non précisée                                 | Suspecté dans une affaire de ventes d'armes et de munitions sur Internet. Des échanges de courriers électroniques prouveraient qu'il aurait vendu « les quatre kalachnikovs à une personne musulmane à Paris », 7 jours avant les attentats du 13 novembre 2015, écrit Bild,. |
| Bilal C.                                                | Arrêté en juillet 2016 | 20         | Algérien                                     | Il est éclaireur pour Abdelhamid Abaaoud, qu'il informe de sa progression, et Ayoub El Khazzani, auteur de l'attentat du train Thalys le 21 août 2015. Il traverse la Turquie, la Grèce, la Macédoine, le Serbie et la Hongrie entre juin et juillet 2015 dissimulés dans le flux des migrants. Il est arrêté dans la ville hongroise de Győr le 16 juillet 2015. Se présente sous la fausse identité syrienne de Jdjrad Samas, il est relâché le 4 août et rejoint l'Allemagne comme demandeur d'asile. Il y est arrêté en juillet 2016 pour appartenance à une organisation terroriste. |
| Turquie (1) 1 interpellé                                | |            |                                              | |
| Ahmed Dahmani                                           | Interpellé le 22 novembre 2015 | 26         | Belge                                        | Arrivé en Turquie le lendemain des attentats en possession d'un faux passeport syrien, il est soupçonné d'avoir participé au repérage des cibles des attaques parisiennes. Celui-ci pratiquait la boxe au Brussels Boxing Academy et s’entraînait à Molenbeek avant de se radicaliser. |
| Autriche (3) 2 interpellés, 1 recherché                 | |            |                                              | |
| Adel Haddadi                                            | Interpellé le 16 décembre 2015 | 28         | Algérien                                     | Il a rejoint l'État islamique en février 2015. Proche d'Abdelhamid Abaaoud. Convoqué par un dénommé « Abou Ahmad » en septembre 2015 à Raqqa avec Muhammad Usman et les deux Irakiens morts au Stade de France, tous quatre quittent l'État islamique le 1er octobre et se glissant parmi des migrants à Izmir arrivent à Leros le 3. Muni d'un faux passeport syrien au nom de Fozi Brahite mais ne connaissant rien de sa supposée ville d'origine d'Alep, il est écarté des réfugiés mais relâché. Le parcours des Irakiens reconstitué, Haddadi est recherché puis arrêté dans un foyer de migrants à Salzbourg le 10 décembre à 18 h 7. Usman et Haddadi avouent en février 2016 qu'ils devaient participer aux attentats du 13 novembre. |
| Muhammad Usman                                          | Interpellé le 16 décembre 2015 | 22         | Pakistanais                                  | Proche d'Abaaoud, il a notamment été artificier pour deux groupes pakistanais proches d'Al Qaïda. Convoqué par un dénommé « Abou Ahmad » en septembre 2015 à Raqqa avec Adel Haddadi et les deux Irakiens morts au Stade de France, tous quatre quittent l'État islamique le 1er octobre et se glissant parmi des migrants à Izmir arrivent à Leros le 3. Muni d'un faux passeport syrien au nom de Faisal Alaifan mais ne connaissant pas l'arabe, il est écarté des réfugiés mais relâché. Le parcours des Irakiens reconstitué, Usman est recherché puis arrêté dans le foyer de Salzbourg le 10 décembre à 18 h 7. Usman et Haddadi avouent en février 2016 qu'ils devaient participer aux attentats du 13 novembre. |
| « Abou Ahmad »                                          | Recherché |            |                                              | Il convoque à Raqqa Adel Haddadi, Muhammad Usman et les deux Irakiens qui trouveront la mort au Stade de France pour les informer de leur départ vers la France. Il leur fait fabriquer et leur remet leurs faux passeports. Son numéro de téléphone est retrouvé sur l'un des Irakiens morts au Stade de France et sur celui d'Haddadi. Celui-ci est également retrouvé dans une planque d'Abaaoud à Athènes, indiquant des liens avec la cellule de Verviers. Le numéro figure dans le répertoire du téléphone d'un proche d'Abbaoud, retrouvé dans la planque d'Athènes qui avait servi à préparer les attentats déjoués à Verviers. Abou Ahmed ou Abou Ahmed ou Abou Hamza serait le commanditaire et organisateur supposé des attentats en Île-de-France mais aussi en Belgique. Il pourrait avoir résidé à Raqqa en Syrie, mais sa ou ses véritables identités et sa localisation restent toutefois inconnues. Sa voix est enregistrée dans un ordinateur retrouvé à Schaerbeek en mars 2016. Il aurait été le destinataire de testaments des kamikazes et aurait envoyé de l'argent à l'équipe de Salzbourg. |
| Maroc (1) 1 interpellé                                  | |            |                                              | |
| Gelel Attar                                             | Interpellé le 15 janvier 2016 |            | Belge                                        | Proche de Chakib Akrouh, il est arrêté dans la ville de Mohammédia proche de Casablanca après avoir fui la Syrie. Il est soupçonné de s'y être rendu en compagnie de ce dernier et d'avoir développé des liens avec des chefs de l'État islamique, parmi lesquels Abdelhamid Abaaoud. |

## Attentats du 22 mars 2016 à Bruxelles

### Personnes identifiées en relation avec ces attentats
- Ibrahim El Bakraoui
- Khalid El Bakraoui
- Najim Laachraoui
- Mohamed Abrini
- Osama Krayem

### Liens entre ces différentes équipes
En octobre 2016, l'enquête sur les attentats du 13 novembre et ses avatars fait apparaître une organisation beaucoup plus complexe qu’envisagée. Le système des planques (une dizaine dans les seuls environs de Bruxelles avec une logistique élaborée), le nombre d’hommes impliqués et la multiplicité des cibles envisagées confirment la piste d’une cellule aux ambitions initiales encore plus vastes que la série d'attentats commis le 13 novembre. Un ordinateur retrouvé en mars 2016 à Schaerbeek atteste d'une structuration commune des actions terroristes commises en France en Belgique en 2015 et 2016 et d'autres cibles potentielles, non identifiées avec certitude. Parmi elles, l'une pourrait être l'Aéroport d'Amsterdam-Schiphol, comme le laissent supposer un fichier de l'ordinateur et le fait qu'Osama Krayem et Sofiane Ayari aient quitté Paris pour Amsterdam en bus le 13 novembre. Le commanditaire supposé en Syrie des attentats en Île-de-France serait bien l'émir Abou Ahmed (ou Abou Hamza) mais sa véritable identité reste inconnue jusqu'en novembre 2016. Les services antiterroristes belges pensent alors que le commanditaire des attentats dit « Abou Ahmad » pourrait être le djihadiste belgo-marocain de 32 ans Oussama Ahmad Atar. Arrêté en 2004 ou 2005 à Ramadi en Irak avant d'être détenu trois ans dans la prison d'Abou Ghraib, il est  un cousin éloigné des frères Ibrahim et Khalid El Bakraoui, morts en kamikazes à Bruxelles début 2016.

### Groupe de Boubaker El Hakim
Le Pentagone annonce le 4 décembre 2016 la mort de trois djihadistes à Raqqa, membres du groupe de Boubaker El Hakim, un haut responsable français de l'EI lui-même tué par un drone le 26 novembre. Deux d'entre eux seraient liés aux attentats du 13 novembre 2015, le Français Salah-Eddine Gourmat et le Belge Sammy Djedou (27 ans). Ils étaient en relation avec le porte-parole et responsable des opérations extérieures de Daech Abou Mohammed al-Adnani jusqu'à son élimination en août 2016. Le troisième homme est Walid Hamam, qui était à Athènes avec Abdelhamid Abaaoud quand il coordonnait la cellule de Verviers au moment de son démantèlement en janvier 2015. Sammy Djedou serait impliqué dans les derniers préparatifs des attentats de Bruxelles du 22 mars 2016 précipités en raison de la traque de la police alors que l'objectif initial des terroristes devait être la France. Dans l'ordinateur abandonné par les frères El Bakraoui, le contact appelé « Moussab Moussab » ou encore « Abou Moussab » serait Sammy Djedou, dont la mère fut un des premiers parents à dénoncer à la police des départs de jeunes adultes vers la Syrie et était une des chevilles ouvrières de l'association « Parents concernés ».